# 홍낙임
홍낙임은 조선 후기의 문신이자 천주교 교인이다. 영조 때 영의정을 지낸 홍봉한의 아들이다. 1769년 정시문과에 장원으로 급제하여 홍문관에 등용되었다. 그 뒤 정언·문학·사서 등을 두루 거쳐 승지에 올랐다. 1801년에 신유박해 때 채포되어 제주도로 유배되었다가 그 해 5월 사사(賜死)되었다.